# Trentepohlia (Trentepohlia) isis
Trentepohlia (Trentepohlia) isis is een tweevleugelige uit de familie steltmuggen (Limoniidae). De soort komt voor in het Afrotropisch gebied.